# Noma (maladie)
Pour les articles homonymes, voir Noma.
 Mise en garde médicale
Le cancrus oris, gangrène de la bouche, autrefois sphacèle de la bouche ou plus simplement noma (du grec numein : dévorer)  est une forme de stomatite gangréneuse foudroyante qui se développe dans la région de la bouche et du nez.
Cette maladie ravage atrocement le visage en détruisant, à la fois, les muqueuses, les gencives, les tissus mous, musculaires et osseux de la face. Le noma touche principalement les prématurés et enfants malnutris en bas âge (moins de 6 ans). Ses causes sont principalement le manque d'hygiène, la malnutrition (on l'a autrefois associé au scorbut, en le nommant cancer scorbutique) ainsi que les maladies infectieuses (qui induisent une baisse des défenses immunitaires et facilitent l'installation et le développement du cancrus oris).
Le noma est un indicateur biologique de pauvreté extrême, de malnutrition sévère chronique, et de violation des droits de l'homme qui frappe les enfants les plus vulnérables dans le monde. Dans les régions les plus pauvres, les enfants atteints sont souvent rejetés par leur communauté qui y voit une malédiction.

## Historique
Le noma est déjà connu dans l'Antiquité de médecins comme Hippocrate (Ve siècle apr. J.-C.) qui le désigne comme sphákelos et sphakelimós (gangrène sèche) de la mâchoire, dans Épidémies, VII, 113 : « A Cardia, chez le petit enfant de Métrodoros, à la suite d'une douleur de dents, gangrène sèche de la mâchoire, bourgeonnement charnu terrible sur les gencives ; il y eut une suppuration modérée ; les molaires et la mâchoire tombèrent. » Plusieurs cas du même genre sont traités dans Épidémies, IV, 19 et V, 4 et 100. À partir du Moyen Âge, les descriptions se multiplient en Europe, et deviennent de plus en plus précises.
Il est décrit en Hollande par Batthus en 1620, qui critique l'appellation populaire de « chancre d'eau » (water canker) parce que la lésion évolue plus vite et différemment qu'un cancer, ou tout autre chancre ou ulcération.
Pour certains, le terme de « noma » a été inventé par Cornelis Van Voorde en 1680, il signifie au sens métaphorique : « s'étendre dans le pus ». Pour d'autres, c'est en 1762 que Lund utilise le terme « noma » pour la première fois pour décrire une gangrène de la bouche chez deux enfants.
Van Swieten l'évoque en 1744. En 1776, Joseph Plenck le citait comme une maladie s'observant chez les enfants de cinq ans, le plus souvent dans les orphelinats.
La littérature médicale est encore plus abondante au XIXe siècle, qui voit aussi naître diverses méthodes de chirurgie réparatrices. Richter écrit sur la maladie en 1821 ; puis Coates en 1826 ; une première monographie sur le noma est publiée par Richter en 1829, qui le décrivait comme étendu dans toute l'Europe depuis plusieurs siècles. Rillet et Barthez publient sur le sujet en 1843 et Meigs en 1848.
En 1848, Tourdes utilise pour la première fois le terme latin : cancrum oris en lui donnant une définition claire, toujours valable au début du XXIe siècle : « Une maladie gangréneuse de la bouche et de la face des enfants vivant dans de mauvaises conditions d'hygiène, à la suite de maladies affaiblissantes, en particulier les fièvres éruptives, débutant par un ulcère de la muqueuse orale, qui s'étend rapidement pour détruire les tissus mous et osseux de la face - et presque toujours fatale,. » Au XXe siècle, avec l'amélioration de l'hygiène, du statut nutritionnel, le déclin de la rougeole et des autres fièvres éruptives de l'enfant, le noma a disparu des pays industrialisés, à l'exception des cas décrits dans les camps de concentration nazis d'Auschwitz et de Bergen-Belsen pendant la Seconde Guerre mondiale. Il se fait encore plus rare dans les pays riches avec l'apparition des antibiotiques (sulfamides et pénicilline) mais des cas sporadiques sont encore décrits chez des adultes immunodéprimés, patients atteints d'hémopathies malignes ou du SIDA.

## Épidémiologie
Le noma est une pathologie pour laquelle il est difficile d’avoir des chiffres précis concernant l’incidence et la prévalence, cela est dû à un fort taux de mortalité, et une difficulté d’enregistrer, de contrôler et de faire un suivi des personnes atteintes par cette pathologie. Aussi, les malades se retrouvent très souvent isolés et stigmatisés socialement ce qui rend difficile l’accès aux informations statistiques utiles pour la recherche. Cependant, des estimations ont été faites selon une étude en 2010 indiquant une incidence annuelle de 140 000 et une prévalence de 770 000 cas.
En 2017, des auteurs estiment que l'incidence serait de 30 000 à 40 000 cas par an, avec une mortalité de 85%. La prévalence des survivants serait de 210 000 cas.
Les populations touchées par le noma sont principalement issues de pays atteints par la pauvreté. En Afrique, dans le Sud du Sahara jusqu’en Éthiopie, en passant par le Sénégal, cette pathologie est un véritable problème de santé publique. Les pays développés sont aussi atteints puisqu’une étude récente a constaté des cas isolés concernant des personnes immuno-déprimées.
Plusieurs caractéristiques ont été identifiées dans les populations touchées par le noma :
- une extrême pauvreté ;
- une malnutrition sévère : elle semblerait être le facteur de risque le plus important de survenue du noma[11] ;
- des pratiques de soins bucco-dentaires limitées ;
- un fort taux de mortalité infantile. Nombreux sont les enfants touchés dans les pays du tiers-monde, mais particulièrement en Afrique subsaharienne où son taux d'incidence parmi les enfants de moins de six ans atteint 1 pour 1 000 par an. Dans le monde, la plupart des enfants atteints de noma ont seulement entre 1 et 4 ans ;
- de manière générale, un accès limité aux soins de qualité.

Il a aussi été reporté une augmentation de l’incidence de la maladie de noma chez les personnes affectées par le virus du sida (VIH).
Selon Costini et al. (1994), un certain nombre de facteurs pourraient augmenter de façon importante le nombre de cas de noma tels que :
- l'étiopathogénie encore mal comprise de la maladie ;
- le nombre croissant de guerres dans les pays du tiers monde ;
- une épidémie de sida (ou toute maladie pouvant gravement affaiblir le système immunitaire) ;
- la sous-estimation de la maladie depuis de nombreuses années.

## Étiologie
L'étiologie de cette maladie est encore mal comprise, mais elle est très probablement multifactorielle (hygiène de vie, bactéries, etc.). Étant donné que les microorganismes potentiellement impliqués ne sont pas cultivables, leurs rôles spécifiques dans la pathogenèse n’ont pas été expliqués mais ils sont tout de même suspectés d’avoir une relation avec le noma.
Des facteurs précurseurs à la maladie tels que des fonctions immunitaires faibles, une malnutrition, ou une infection virale peuvent être aggravés par un manque d’hygiène buccale. Ceux-ci peuvent alors mener au développement d’ulcères. Ces lésions constituent un milieu favorable pour des micro-organismes pathogènes.
Une origine infectieuse a été suspectée dès 1907, avec un certain nombre d’agents potentiellement pathogènes qui ont été trouvés en abondance dans les zones infectées, mais qui étaient également présents sur la peau d'enfants dénutris mais indemnes de noma, parmi eux :
- Prevotella melaninogenica
- Corynebacterium pyogenes
- Fusobacterium nucleatum
- Bacteroides fragilis
- Bacillus cereus
- Prevotella intermedia
- Fusobacterium necrophorum.

Selon une étude publiée par Ghosa et al. (1978), pour 35 cas de noma apparus au stade néonatal (généralement mortels en trois jours), la bactérie Pseudomonas aeruginosa a été retrouvée dans le sang, les zones gangrenées, les prélèvements rectaux ainsi que dans le liquide céphalo-rachidien. Les vaisseaux sanguins irriguant le derme profond ou l'hypoderme étaient également touchés. En revanche, chez les enfants plus âgés (et les adultes), le noma semble plutôt être dû à une fusospirochætose.
Le rôle de la pauvreté est prédominant. Ainsi, le noma est plus fréquent au cours de la saison sèche lorsque le risque de famine est maximal. En effet, il n'a jamais été décrit chez l'enfant bien nourri. Les rôles respectifs de la dénutrition et des mauvaises conditions d'hygiène restent cependant à déterminer.
L’implication d'un déficit immunitaire a aussi été évoquée, celui-ci pouvant être secondaire à la dénutrition, mais aussi consécutif à certaines maladies (SIDA).
Le noma serait alors une maladie opportuniste, survenant dans le contexte d'une malnutrition sévère aboutissant à un déficit immunitaire. L'approche génomique tend à montrer un déséquilibre de la flore buccale avec perte de la diversité bactérienne, ce qui va à l'encontre de l'hypothèse d'un germe pathogène unique.
Le noma ou cancrum oris n'est pas une maladie contagieuse ou transmissible. Dans de rares cas, il peut s'associer à une myase orale (larve de mouche pondeuse dans la bouche).

## Description

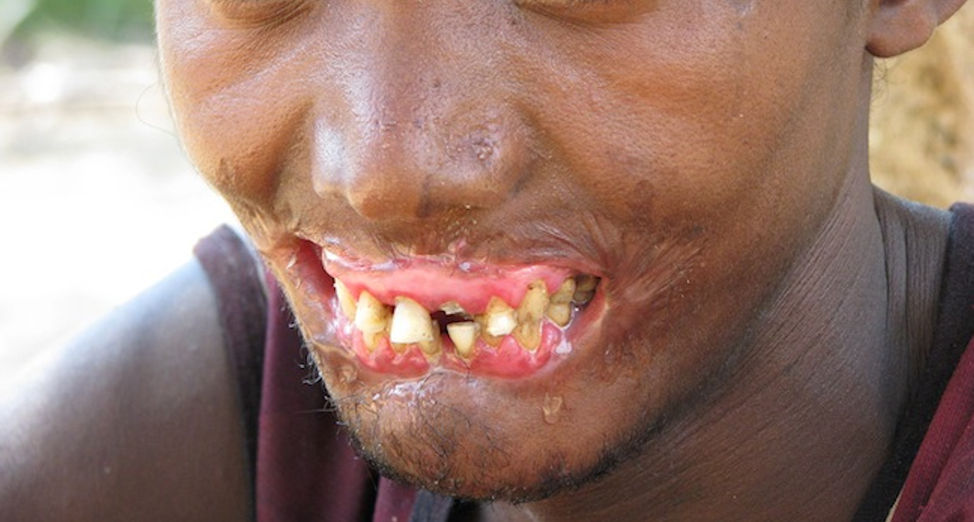
Séquelle de Noma chez un homme adulte.

La maladie se présente essentiellement par une ulcération extensive, le plus souvent unilatérale, débutant au niveau des gencives et s'étendant aux lèvres et à la joue. L'ulcération atteint couramment les muscles sous-jacents laissant apparaître une plaie béante et parfois les tissus mous et osseux de la face. Elle est accompagnée d'une odeur putride.
Elle survient chez un enfant en mauvais état général : enfant souffrant de sous nutrition et vivant dans des conditions de précarité extrême.
Selon Costini et al. (1994), la dénomination de noma ne doit être accordée qu'aux processus nécrotiques qui correspondent aux symptômes du noma, mais à origine endobuccale (commençant dans la bouche).

## Évolution
Les premiers signes du noma se manifestent par une stomatite localisée. En 24 à 48 heures, la stomatite évolue en petites plaies (lésions ulcéreuses) très douloureuses, se situant à l’intérieur des joues ou sur les gencives qui peuvent saigner (gingivite ulcéronécrotique). Ces signes peuvent être associés à de la fièvre, de la soif, de la pâleur et une perte d’appétit.
Il existe d’autres manifestations systémiques de la maladie telles qu’une tachycardie, une fréquence respiratoire élevée, une lymphadénopathie, un œdème généralisé ou une ascite.
Les antécédents médicaux révèlent une infection virale ou parasitaire (rougeole, paludisme) récente, une fièvre récurrente ou une diarrhée.
Si la victime n’est pas prise en charge avec un traitement, les tissus commencent à se nécroser et à se décomposer, des boursouflures apparaissent, avec des marques sombres à noires sur les chairs. 
La nécrose détruit alors en quelques jours la chair et souvent les parties osseuses. Une escarre et une croûte se forment, laissant, après la chute de cette dernière, un trou béant dans le visage. Après environ 3 semaines, c’est la fin de la phase aiguë de la maladie. La cicatrisation débute alors. Elle se traduit par la formation d'un tissu très fibreux et des rétractions tissulaires; ces dernières peuvent induire une constriction permanente de la mâchoire (« par bloc ostéofibreux coronoïdomalaire »), une rétraction de la paupière ou des paupières et parfois par une déformation de parties non touchées du visage. La douleur peut en outre gêner l'ouverture de la bouche et donc la mastication et la respiration, ce qui encourage une arthrose temporomandibulaire. Les muscles masticatoires peuvent s'ossifier, ou une synostose maxillo-mandibulaire peut apparaître (dans ces deux derniers cas l'ouverture de la bouche devient impossible). Il existe d’autres complications telles qu’une hypoplasie maxillaire ou mandibulaire, une fistule oronasale, ou un dommage permanent des bourgeons dentaires.
La maladie aboutit, sans traitement, au décès dans près de 80 % des cas. La mort est généralement due à un choc septique, à l'inhalation de tissus nécrosés ou à des complications liées à une maladie sous-jacente (rougeole, paludisme, typhus, tuberculose ou Sida).
Elle laisse, sinon, de lourdes séquelles fonctionnelles (difficulté de mastication, d'élocution, incontinence orale…), esthétiques et psychologiques (défiguration). Une estimation de 2011 porte à 770 000 le nombre de personnes guéries mais souffrant de lourdes séquelles. Or, ces séquelles, surtout si la maladie n'a pas été traitée précocement, concourent aussi à entretenir un risque de dénutrition et de troubles métaboliques, ainsi qu’une haute morbidité psychiatrique (la chirurgie dite réparatrice est alors aussi une chirurgie vitale).

## Principes du traitement
Une prise d’antibiotique est essentielle dans le traitement du noma. Du métronidazole ou d'autres antibiotiques à large spectre (efficaces sur une grande variété de germes) doivent être administrés par voie parentérale pendant une dizaine de jours.
Ce traitement médicamenteux s’accompagne impérativement d’une correction de plusieurs troubles : la déshydratation, les déséquilibres en électrolytes, les carences en vitamines, et l’anémie par le fer. Le patient doit aussi adopter un régime alimentaire hyperprotéiné,, si nécessaire avec une sonde naso-gastrique ou par intraveineuse selon la gravité de l’atteinte de la région nasobuccale. Les maladies causées par des parasites comme la malaria ainsi que les atteintes infectieuses et stomatologiques doivent être traitées systématiquement.
Le patient doit prendre des bains de bouche désinfectants quotidiennement à base de chlorhexidine gluconate (0.12-0,2 %). L’ulcère doit aussi être nettoyé régulièrement avec du peroxyde d'hydrogène dilué, de l’EUSOL (Edinburgh University Solution of Lime) ou une solution saline. Il est important que tous les tissus nécrosés soient retirés. Une rééducation est également nécessaire lors de la cicatrisation afin d'éviter des problèmes d'ouverture de la bouche.
Dans les cas les plus aigus, le patient peut subir une transfusion sanguine,.
Une prise d’antibiotiques associée à une bonne alimentation et hygiène est indispensable au traitement de la maladie. Plus sa détection est précoce, plus les chances de survie sont élevées car les lésions à ce stade peuvent être éliminées par des traitements antibiotiques conventionnels. Néanmoins, si le patient survit à la maladie, il en garde des séquelles faciales, fonctionnelles et esthétiques. Dans ce cas, une chirurgie reconstructrice peut être envisagée.

## Traitement chirurgical
À la suite de la réalimentation du patient et de la cicatrisation des chairs, la réparation chirurgicale des lésions du visage est envisageable mais difficile, avec des résultats imparfaits, notamment concernant l'ouverture de la bouche et le mouvement des mâchoires (fonction mandibulaire). Elle est cependant vitale dans de nombreux cas car la maladie cause des déformations du visage et des voies aériennes supérieures qui finissent bien souvent par rendre impossible l’alimentation du patient si aucune chirurgie réparatrice n’est effectuée. Elle vise aussi à rétablir du mieux possible l’esthétique d’origine des tissus lésés. Les risques associés à l’opération sont des risques anesthésiques ou de récidive.
La chirurgie dépend du plateau technique disponible et du niveau de formation des chirurgiens. En effet, cette maladie concerne principalement les pays en voie de développement qui sont limités en matériel et personnel médical.
On peut distinguer trois situations d’intervention chez l’enfant atteint de noma :
- Les lésions avec retentissement fonctionnel (gêne respiratoire, ingestion d’aliments difficile…), où il faut intervenir dès que l’enfant se présente à l’hôpital.
- La constriction permanente des mâchoires où il faut attendre l’âge de 11 ou 12 ans pour intervenir, car les déformations osseuses seront limitées tant que la croissance mandibulaire n’est pas terminée, et l’enfant réagira mieux à la rééducation post-chirurgicale.
- Les lésions sans retentissement fonctionnel, où il est préférable d’attendre l’adolescence pour intervenir, ce qui permet de disposer de tissus mobilisables en plus grande quantité.

Des précautions doivent être prises lors de l'anesthésie en raison des effets de la maladie sur le haut des voies aériennes supérieures. La déformation du visage rend la ventilation au masque délicate, car l’étanchéité du masque ne peut pas être garantie. Une alternative proposée est alors l’intubation trachéale, par voie orale ou nasale selon les cas. Elle consiste, en passant par la bouche ou par le conduit nasal, à introduire une sonde dans la trachée pour permettre la ventilation mécanique pendant l’opération. Si aucune de ces techniques n’est réalisable, une trachéotomie chirurgicale peut être proposée. Celle-ci présente l’avantage d’être effectuée à distance des lésions, donc de rendre sa réalisation plus facile. 
Le but principal visé lors de l’opération chirurgicale est de rétablir la fonction masticatrice en levant la constriction permanente des mâchoires. Les procédures dépendent de la localisation des tissus infectés et du type de lésions. Les muscles masticateurs pouvant gêner l’ouverture buccale sont largement décollés et du tissu richement vascularisé est greffé pour éviter une récidive (40 % des cas). Il faut s’assurer que la couverture cutanée et la doublure muqueuse n’ont pas été altérées, et que la reconstruction des plans musculaires et osseux est effective. Il est également possible de créer une nouvelle articulation reproduisant la fonction masticatrice.
La rééducation des articulations à l’aide d’appareils, aussi appelée mécanothérapie, est très importante puisqu’elle permet de limiter les risques de récidive.

## Prévention
La prévention de la maladie se fait par :
- une bonne alimentation de la mère avant et durant la grossesse, ainsi que durant l'allaitement ;
- l'accès à l'eau potable ;
- une alimentation équilibrée (évitant ainsi la malnutrition) ;
- l'hygiène (avec une pratique régulière de bonnes habitudes concernant l'hygiène buccale), ce qui passe par une réduction de la pauvreté ;
- la promotion de l'allaitement exclusif dans les 3-6 premiers mois de vie ;
- des soins prénataux optimaux et accordés en temps opportun ;
- la vaccination contre les maladies courantes de l'enfance pourraient aussi contribuer à le prévenir selon Enwonwu et al. (2006)[20].

Le noma restant méconnu dans les zones géographiques où il sévit, il est essentiel de préventivement informer les populations touchées de manière à favoriser la détection précoce des symptômes, et d'accorder des soins urgents aux enfants victimes des maladies qui jouent le rôle de précurseurs ou du noma lui-même.
La prévention de récidive repose essentiellement sur la mécanothérapie. D'autres traitements préventifs, tels que les cures thermales, l'ionisation et la radiothérapie ne sont pas envisageables dans les pays les plus pauvres.